# Westermann Berufliche Bildung
Westermann Berufliche Bildung GmbH, ehemals Bildungsverlag EINS GmbH, ist ein deutscher Schulbuchverlag für die berufliche Aus- und Weiterbildung in Köln.

## Geschichte
Gegründet wurde er 2001 durch den Zusammenschluss der Verlage Gehlen, Kieser, Stam und der kleineren Verlage Wolf mit Dürr+Kessler und Konkordia sowie Fortis. 2007 wurde der Verlag vom internationalen Medienkonzern Wolters Kluwer an das Private-Equity-Unternehmen Bridgepoint Capital verkauft und gehörte dort zur Gruppe Infinitas Learning. Seit 2013 gehört der Verlag zur Westermann Gruppe.

## Programm
Sein Programm umfasst digitale und gedruckte Produkte für die kaufmännischen, die gewerblich-technischen, die sozialpädagogischen und pflegerischen Ausbildungsberufe sowie für die berufliche Weiterbildung. Darüber hinaus bietet der Verlag digitale und gedruckte Lernangebote für die beruflichen Vollzeitschulen an. Für Auszubildende, und Ausbildungsbetriebe gibt es ein Portal mit interaktiven Lerninhalten für kaufmännische und technische Ausbildungsberufe. Das Programm zur Prüfungsvorbereitung besteht aus unterschiedlichen Konzepten sowie der digitalen Prüfungsvorbereitung „sicherbestehen“.
Zu den verlegten Titeln zählen das „Industrielle Rechnungswesen“ (u. a. von Schmolke, Deitermann), die „Wirtschaftslehre des Kreditwesens“ (u. a. von Grill, Percynski), die Titel „Pädagogik“, „Psychologie“ und „Soziologie“ (alle drei Titel herausgegeben von Hermann Hobmair). Des Weiteren gibt der Verlag Unterrichtsmaterialien in den Bereichen Sanitär, Heizung und Klima, Lagerlogistik, den IT-Berufen und für die Ausbildung im Einzelhandel heraus.
Wilmar Diepgrond beendete 2017 seine langjährige Tätigkeit als Geschäftsführer, an seine Stelle ist Edith-Sophie Sterling getreten, die in der Westermann-Gruppe auch den Bereich Berufliche Bildung übernommen hat.